# Viola oahuensis
Viola oahuensis C.N.Forbes – gatunek roślin z rodziny fiołkowatych (Violaceae). Występuje endemicznie na wyspie Oʻahu w archipelagu Hawajów. Jest gatunkiem krytycznie zagrożonym. 

## Morfologia
PokrójBylina przybierająca formę krzewu. Dorasta do 6–40 cm wysokości. Tworzy kłącza.
LiścieBlaszka liściowa ma kształt od eliptycznego do eliptycznie owalnego. Mierzy 3–12 cm długości oraz 2,5–5,8 cm szerokości, jest piłkowana na brzegu, ma klinową nasadę i spiczasty wierzchołek. Ogonek liściowy jest nagi i ma 5–10 mm długości. Przylistki są deltoidalne i osiągają 5–10 mm długości.
KwiatyPojedyncze, wyrastające z kątów pędów. Mają działki kielicha o lancetowatym kształcie i dorastające do 5–10 mm długości. Płatki mają żółtawą lub białą barwę oraz 8–14 mm długości, dolny płatek jest odwrotnie jajowaty, mierzy 12-16 mm długości, posiada obłą ostrogę.
OwoceTorebki mierzące 9-16 mm długości, jajowatym kształcie.

## Biologia i ekologia
Rośnie w lasach, na wysokości od 600 do 800 m n.p.m.